# 杲家坡站
杲家坡站是一个胶济线上的铁路车站，位于山东省章丘市杲家坡村，建于1904年，目前为五等站，邮政编码为250200。目前客运：办理旅客乘降；不办理行李、包裹托运；不办理货运营业。